# Merdanson (affluent du Lot)
Pour les articles homonymes, voir Merdanson.
Le Merdanson est un ruisseau du Sud-Ouest de la France, dans le département de l'Aveyron, sous-affluent de la Garonne par le Lot à Sainte-Eulalie-d'Olt.
Il existe un autre ruisseau homonyme plus petit, confluant avec le Lot à Espalion.

## Géographie
Le Merdanson est un des cours d'eau appelés localement boraldes qui dévalent sur le flanc sud de l'Aubrac.
Selon le SANDRE, il naît à 1 327 mètres d'altitude dans le quart nord-est du département de l'Aveyron, dans les monts d'Aubrac, au nord-ouest du lieu-dit le Pendouliou de Ramel, en limite des communes de Prades-d'Aubrac et de Saint Geniez d'Olt et d'Aubrac  (ancienne commune d'Aurelle-Verlac).
En dehors du premier kilomètre de son cours, le ruisseau s'écoule dans un ravin profond de 100 à 200 mètres, dont le versant ouest est le plus abrupt. Le Merdanson suit une direction globale nord-est/sud-ouest, sauf sur ses derniers 300 mètres, où il oblique vers le sud-est, passe sous la route départementale 19 au pont de Lous, avant de rejoindre aussitôt le Lot en rive droite, à 407 mètres d'altitude, dans la retenue du barrage de Castelnau-Lassouts, sur la commune de Sainte-Eulalie-d'Olt.
Sur la quasi-totalité de son cours, il sert de limite aux communes qu'il borde : Saint Geniez d'Olt et d'Aubrac à l'est, et Prades-d'Aubrac puis Sainte-Eulalie-d'Olt — sur moins de 200 mètres — à l'ouest.
Le Merdanson est long de 17,7 km.

### Département et communes traversés
Dans le seul département de l'Aveyron, le Merdanson arrose trois communes, depuis sa naissance en limite de Prades-d'Aubrac et Saint Geniez d'Olt et d'Aubrac, jusqu'à la confluence avec le Lot à Sainte-Eulalie-d'Olt.

### Bassin versant
Son bassin versant est inclus dans un bassin beaucoup plus étendu de 1 724 km2 : « Le Lot du confluent du Merdanson (inclus) au confluent du Lauras (O723) », constitué à 64.13 % de « forêts et milieux semi-naturels », à 34.65 % de « territoires agricoles », et à 0,23 % de « territoires artificialisés ».

### Organisme gestionnaire
L'organisme gestionnaire est l'EPTB « Entente interdépartementale du bassin du Lot ».

## Affluents
Selon le SANDRE, le Merdanson a neuf affluents répertoriés dont six, tous situés en rive gauche, portent un nom :
- le ruisseau du Cau : 2,4 km[5] ;
- le ruisseau de Freyssinous, ou de Frayssinous : 1,4 km[6] ;
- le ruisseau de Rioudis : 5 km[7] ;
- le ruisseau de Mandialou : 3,9 km[8] ;
- le ravin Groussettes, ou des Groussettes : 1,1 km[9] ;
- le ravin d'Aubignac : 1,3 km[10].

Par ailleurs, l'IGN identifie en rive gauche d'autres cours d'eau portant un nom :
- le ravin de Vialarès[11] ;
- le ravin de Pontvieil[12]
- le Peyrat, un affluent du ravin des Groussettes[13],

ainsi qu'une dizaine de très courts affluents sans nom en rive droite, le plus long mesurant 1,1 km.
Ayant un sous-affluent, le Merdanson a un nombre de Strahler de trois.

## Galerie

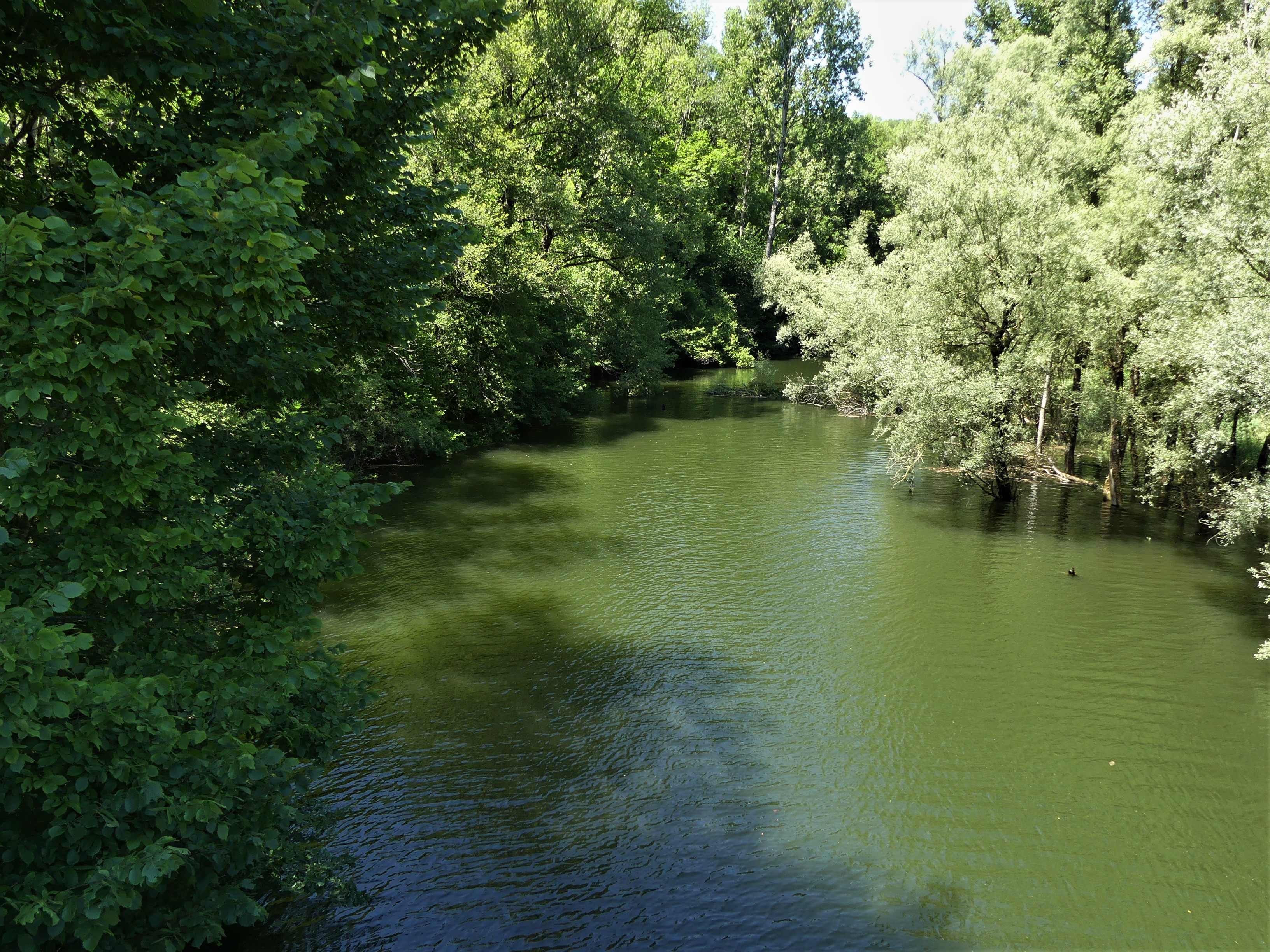
Le Merdanson en amont du pont de Lous.
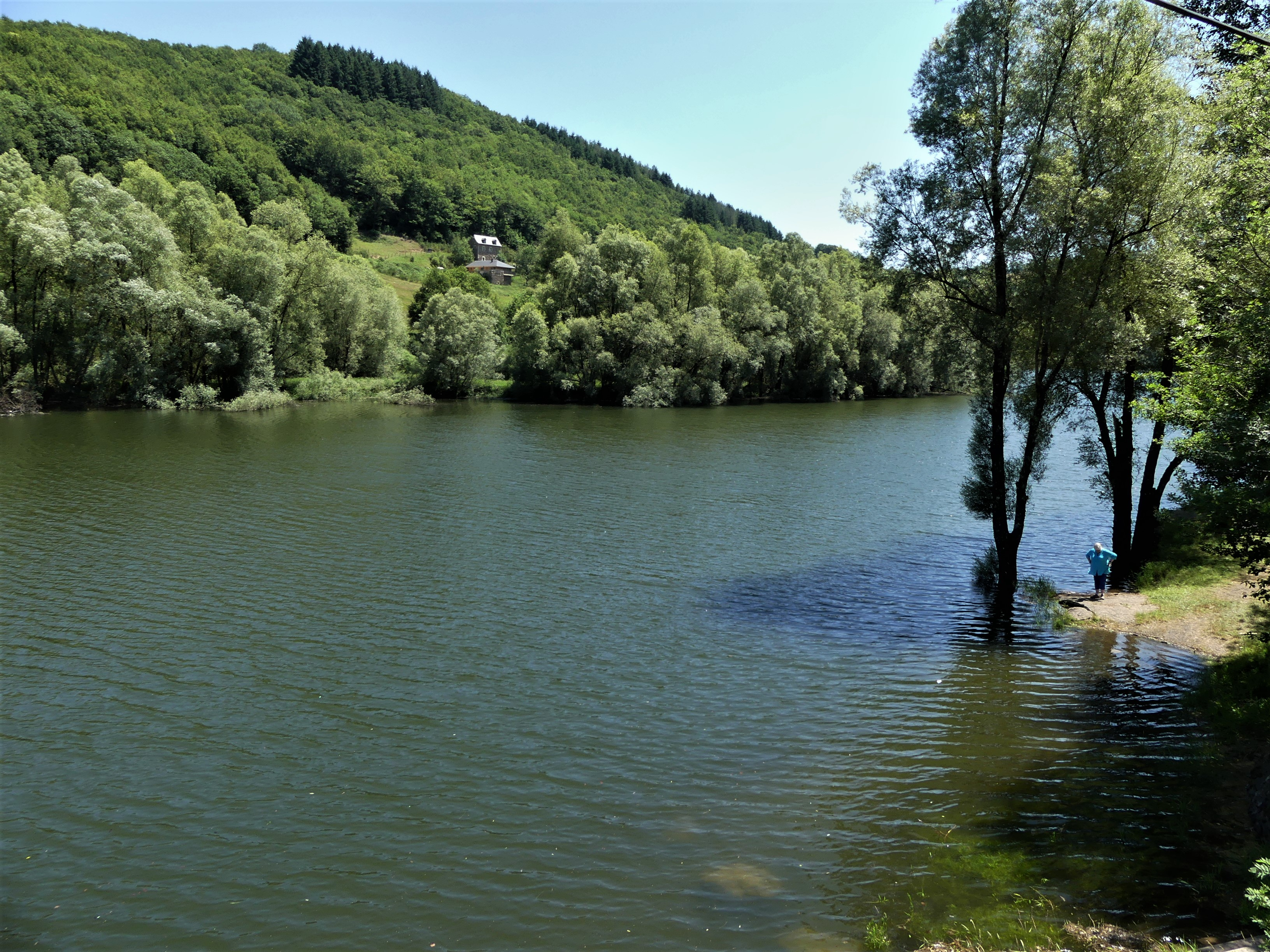
Le Lot au niveau du pont de Lous (lieu de la confluence du Merdanson).